# Arachnura melanura
Arachnura melanura  (лат.) — вид аранеоморфных пауков рода Arachnura из семейства пауков-кругопрядов.
Вид распространён в Восточной Азии от Индии и Японии до Сулавеси. Встречается на окраинах лесов, в просеках, редколесье, садах.
Длина тела самцов составляет 4 мм, а самки — 15 мм. Окраска тела коричневого цвета. Крошечный самец не обладает хвостом. Самки имеют хвост, похожий на хвост скорпиона, но не имеют на нём ядовитых желез.
Охотится на летающих и других насекомых.